# 莫里斯冰川 (杜費克海岸)
莫里斯冰川（英語：Morris Glacier），是南極洲的冰川，位於杜費克海岸，全長19公里，最終注入羅斯冰架，由新西蘭探險隊命名，現時由南極條約體系管理。